# Xã Twin, Quận Ross, Ohio
Xã Twin (tiếng Anh: Twin Township) là một xã thuộc quận Ross, tiểu bang Ohio, Hoa Kỳ. Năm 2010, dân số của xã này là 3.384 người.